# Gay Alliance Toward Equality
Gay Alliance Toward Equality, or GATE (tiếng Việt: Liên minh đồng tính hướng tới sự bình đẳng), là một trong những nhóm giải phóng người đồng tính Canada đầu tiên.
Được thành lập vào mùa xuân năm 1971 tại Vancouver, British Columbia bởi Maurice Flood, GATE là nhóm đồng tính Canada đầu tiên thảo luận rõ ràng và hoạch định các chiến lược dân quyền để đạt được sự bình đẳng đồng tính nam và đồng tính nữ theo luật Canada. Các nhóm tự trị có cùng tên sau đó đã được thành lập tại các thành phố khác ở Canada, bao gồm cả Edmonton và Toronto; ở một số thành phố, chương GATE địa phương là tổ chức LGBT định hướng địa phương đầu tiên được thành lập.
Một trong những trường hợp cao cấp đầu tiên được đưa ra cho quyền của người đồng tính ở Canada đã được đưa ra bởi chương GATE của Vancouver nhằm đáp lại sự từ chối của Vancouver Sun cho phép quảng cáo trả tiền cho tờ báo GATE, Gay Tide. Đây sẽ trở thành trường hợp quyền đồng tính đầu tiên đến Tòa án tối cao Canada, mặc dù các thẩm phán phán quyết 6-3 ủng hộ Vancouver Sun.
Các hoạt động nổi bật khác được thực hiện bởi nhóm bao gồm chọn lọc các ủy ban nhân quyền khác nhau về việc thiếu bảo vệ nhân quyền cho xu hướng tình dục theo luật Canada, và đảm nhận vai trò vận động trong vụ kiện sa thải sai trái của John Damien khi Ủy ban đua xe Ontario sa thải anh ta như một người quản lý đua xe vì tính dục của ông.
Nhóm Toronto đã lãnh đạo một chiến dịch thành công vào năm 1973 để vận động Hội đồng Thành phố Toronto áp dụng chính sách cấm phân biệt đối xử trên cơ sở định hướng tình dục trong tuyển dụng thành phố, biến thành phố này trở thành khu vực tài phán đầu tiên ở Canada.
Trong những năm sau đó, GATE cũng đã thực hiện một số hoạt động như một đảng chính trị. Một nhà hoạt động, Robert Douglas Cook, từng là ứng cử viên của GATE trong cuộc bầu cử cấp tỉnh 1979 của British Columbia, tại khu vực bầu cử của West Vancouver-Howe Sound. Ông đã được các nguồn truyền thông tin tưởng trong quá khứ là ứng cử viên đồng tính công khai đầu tiên từng ứng cử vào văn phòng chính trị trong lịch sử Canada; tuy nhiên, ông chỉ là người đầu tiên tham gia với tư cách là ứng cử viên của một tổ chức chính trị đặc biệt là đồng tính nam, và trên thực tế trước đó có ít nhất hai ứng cử viên đồng tính công khai cho các đảng chính trị truyền thống, và ít nhất bốn ứng cử viên đồng tính công khai cho các văn phòng thành phố không đảng phái.
Nhóm giải thể năm 1980.